# 가라, 아이야, 가라
《가라, 아이야, 가라》(영어: Gone Baby Gone)는 2007년 미국의 네오누아르 범죄 스릴러 영화이다. 벤 애플렉의 장편 영화 감독 데뷔 작품이며, 그의 동생 케이시 애플렉, 미셸 모너핸, 모건 프리먼, 에드 해리스 등이 출연하였다. "미스틱 리버"와 "셔터 아일랜드"로 잘 알려진 데니스 루헤인의 동명 소설을 원작으로 벤 애플렉과 에런 스토커드가 공동 각본을 썼다. 촬영은 보스턴(주요 촬영지는 사우스 보스턴)에서 이뤄졌다.
이 영화는 2007년 10월 19일 미국 전역에 개봉되었고, 전 세계에서 34,612,443 달러의 극장 흥행 수익을 거뒀다. 영국에서는 2007년 12월 28일 개봉될 예정이었지만 매들린 매캔 실종 사건으로 인하여 2008년 6월 6일로 개봉 일정이 미뤄졌다. 미국 아카데미상 여우조연상(에이미 라이언)에 후보 지명되었다.

## 줄거리
4살짜리 어린아이가 사라지고 가정은 파탄이 난다. 매스컴이 주목하는 사이 아이의 친척은 수사에 진전이 없자 사설 탐정 둘을 고용한다. 하필 이들은 경험이 없던 초짜에 불과했다! 그럼에도 연민으로 움직이는 두 사람은 다양한 범죄자들과 마주치며 수사를 이어간다.

## 출연
- 케이시 애플렉 - 패트릭 켄지 역
- 미셸 모너핸 - 앤지 지내로 역
- 모건 프리먼 - 잭 도일 서장 역
- 에드 해리스 - 레미 브러상 형사 역
- 존 애슈턴 - 닉 풀 형사 역
- 에이미 라이언 - 헐린 매크리디 역

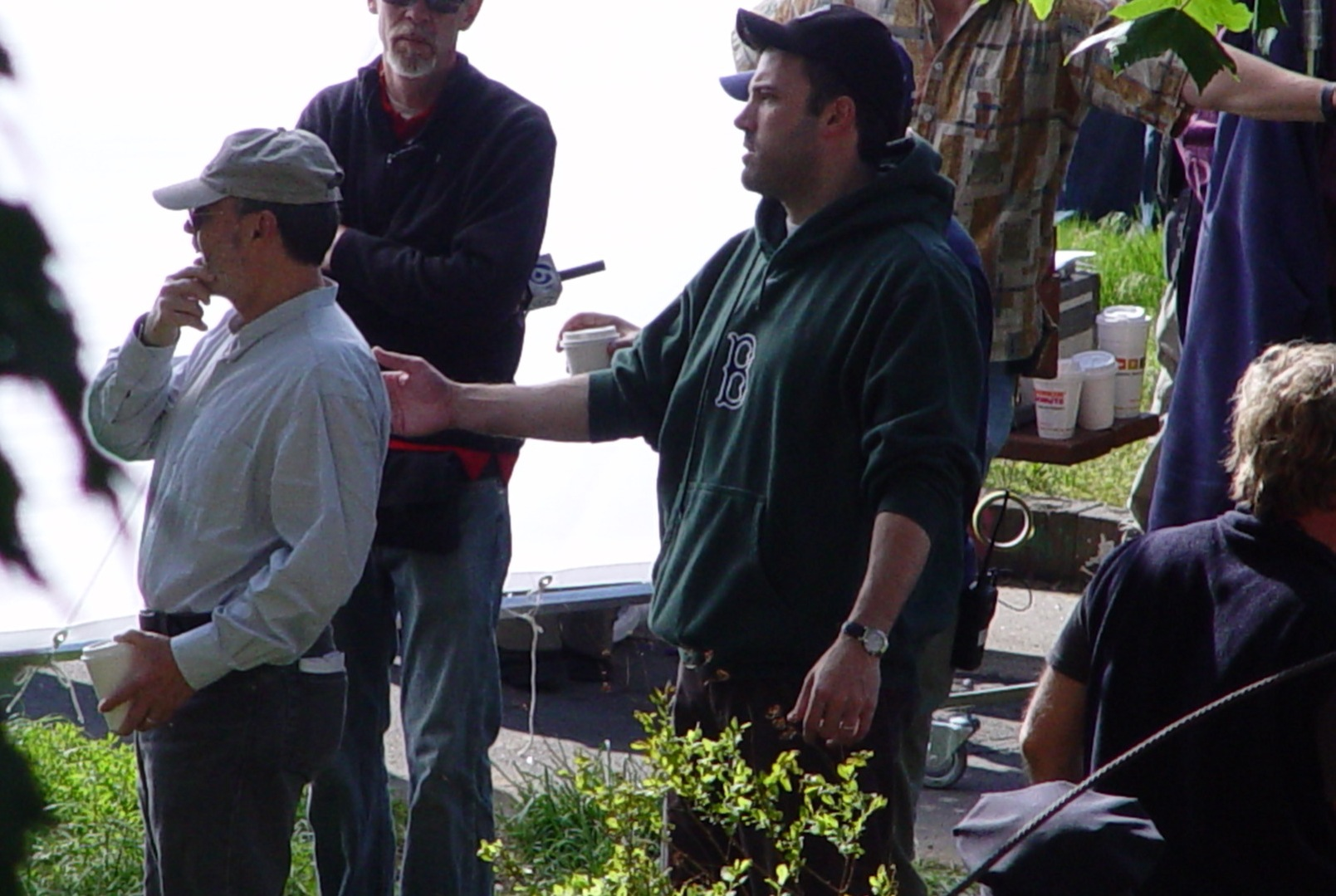
2006년 5월, 도체스터의 매니 파크에 위치한 세트장에서 감독 벤 애플렉.

- 매들린 오브라이언 - 어맨다 매크리디 역
- 에이미 매디건 - 비어트리스 "비" 매크리디 역
- 타이터스 웰리버 - 라이어널 매크리디 역
- 슬레인 - 버바 로가우스키 역
- 에디 거세기 - 치즈 역
- 마크 마골리스 - 리언 트렛 역
- 마이클 K. 윌리엄스 - 데빈 역
- 질 퀴그 - 도티 역

## 수상 및 후보
| 상                                                                        | 부분                         | 수상자        | 결과 |
| ------------------------------------------------------------------------- | ---------------------------- | ------------- | ---- |
| 미국 아카데미상                                                           | 최우수 여우조연상            | 에이미 라이언 | 후보 |
| 여성 영화 기자 협회(Alliance of Women Film Journalists Association Award) | 최우수 여우조연상            | 에이미 라이언 | 수상 |
| 오스틴 영화 비평가협회                                                    | 최우수 신인감독상            | 벤 애플렉     | 수상 |
| 보스턴 영화 비평가협회                                                    | 최우수 신인감독상            | 벤 애플렉     | 수상 |
| 보스턴 영화 비평가협회                                                    | 최우수 여우조연상            | 에이미 라이언 | 수상 |
| 보스턴 영화 비평가협회                                                    | 최우수 연기 앙상블상         |               | 후보 |
| 크리틱스 초이스 영화상(미국 방송 영화 비평가 협회)                        | 최우수 여우조연상            | 에이미 라이언 | 수상 |
| 시카고 영화 비평가 협회                                                   | 최우수 여우조연상            | 에이미 라이언 | 후보 |
| 시카고 영화 비평가 협회                                                   | 가장 유망한 감독상           | 벤 애플렉     | 수상 |
| 댈러스-포트워스 영화 비평가 협회                                          | 최우수 여우조연상            | 에이미 라이언 | 후보 |
| 디트로이트 영화 비평가 협회                                               | 최우수 여우조연상            | 에이미 라이언 | 후보 |
| 플로리다 영화 비평가 협회                                                 | 최우수 여우조연상            | 에이미 라이언 | 수상 |
| 골든 글로브상                                                             | 영화 부문 여우조연상         | 에이미 라이언 | 후보 |
| 할리우드 영화제                                                           | 올해의 신인감독상            | 벤 애플렉     | 수상 |
| 휴스턴 영화 비평가 협회(Houston Film Critics Association)                 | 최우수 여우조연상            | 에이미 라이언 | 수상 |
| 휴스턴 영화 비평가 협회(Houston Film Critics Society)                     | 최우수 남우주연상            | 케이시 애플렉 | 후보 |
| 아일랜드 영화 & 텔레비전상                                                | 최우수 해외 남우주연상       | 케이시 애플렉 | 후보 |
| 로스앤젤레스 영화 비평가 협회                                             | 최우수 여우조연상            | 에이미 라이언 | 수상 |
| 전미 비평가 위원회(National Board of Review Award)                        | 최우수 여우조연상            | 에이미 라이언 | 수상 |
| 전미 비평가 위원회(National Board of Review Award)                        | 최우수 신인감독상            | 벤 애플렉     | 수상 |
| 전미 비평가 협회(National Society of Film Critics Award)                  | 최우수 여우조연상            | 에이미 라이언 | 후보 |
| 뉴욕 영화 비평가 협회                                                     | 최우수 여우조연상            | 에이미 라이언 | 수상 |
| 오클라호마 영화 비평가 협회                                               | 최우수 여우조연상            | 에이미 라이언 | 수상 |
| 오클라호마 영화 비평가 협회                                               | 최우수 작품상                | 벤 애플렉     | 수상 |
| 온라인 영화 비평가 협회 (Online Film Critics Association)                 | 최우수 여우조연상            | 에이미 라이언 | 후보 |
| 온라인 영화 비평가 협회 (Online Film Critics Society)                     | 최우수 신인감독상            | 벤 애플렉     | 후보 |
| 온라인 영화 비평가 협회 (Online Film Critics Society)                     | 최우수 여우조연상            | 에이미 라이언 | 수상 |
| 피닉스 영화 비평가 협회                                                   | 최우수 여우조연상            | 에이미 라이언 | 수상 |
| 프리즘 어워드                                                             | 장편 영화 부문 최우수 연기상 | 케이시 애플렉 | 수상 |
| 샌디에이고 영화 비평가 협회                                               | 최우수 여우조연상            | 에이미 라이언 | 수상 |
| 샌프란시스코 영화 비평가 협회                                             | 최우수 여우조연상            | 에이미 라이언 | 수상 |
| 새틀라이트상                                                              | 최우수 여우조연상            | 에이미 라이언 | 수상 |
| 미국 배우 조합상                                                          | 영화 부문 여우조연상         | 에이미 라이언 | 후보 |
| 사우스이스턴 영화 비평가 협회                                             | 최우수 여우조연상            | 에이미 라이언 | 수상 |
| 세인트루이스 게이트웨이 영화 비평가 협회                                  | 최우수 여우조연상            | 에이미 라이언 | 수상 |
| 토론토 영화 비평가 협회                                                   | 최우수 여우조연상            | 에이미 라이언 | 후보 |
| 유타 영화 비평가 협회                                                     | 최우수 여우조연상            | 에이미 라이언 | 수상 |
| 워싱턴 D.C. 에어리어 영화 비평가 협회                                     | 최우수 여우조연상            | 에이미 라이언 | 수상 |